# Zwammerdam
Zwammerdam (également écrit Swammerdam ou Sommerdam) est un village dans la commune néerlandaise d'Alphen-sur-le-Rhin, dans la province de la Hollande-Méridionale. Le 1er janvier 2004, le village comptait 1 920 habitants.
Zwammerdam a été une commune indépendante jusqu'au 1er février 1964. À cette date, la commune a été éclatée et répartie entre Alphen-sur-le-Rhin, Bodegraven, Boskoop et Reeuwijk. Le village se trouve désormais sur le territoire d'Alphen aan den Rijn.

## Histoire
Dans l'Antiquité, Zwammerdam abritait le fort romain de "Nigrum Pullum", doté d'un port et d'installations navales. Certains vestiges peuvent être vus sur le terrain de l'Ipse de Bruggen, le site Hooge Burch. Des vestiges de navires romains qui ont été retrouvés comptent parmi les découvertes les plus importantes de cet endroit.
En décembre 1672, lors de la Guerre de Hollande, profitant du gel, les Français sont devant La Haye qui n'est sauvée que par un dégel soudain. Le maréchal de Luxembourg  rebrousse chemin mais rencontre plusieurs détachements hollandais près du bourg de Zwammerdam. Les hollandais sont rapidement mis en déroute et le maréchal de Luxembourg autorise le pillage de la localité, ainsi que de celui de Bodegraven. L'intensité des pillages et des massacres choque profondément l'opinion hollandaise. L’événement, amplement relayé par des libelles et des gravures, fait un grand effet dans les Provinces-Unis et en Allemagne. La propagande de Guillaume d'Orange et des détracteurs de Louis XIV commence à forger le mythe d'un roi belliqueux et cruel, prompt à la guerre, qu'il faut neutraliser pour garantir la paix.